# Lewis Brunt
Lewis Brunt (Birmingham, 6 de noviembre de 2000) es un futbolista británico que juega en la demarcación de defensa en el Wrexham A. F. C. de la EFL Championship.

## Biografía
Tras formarse como futbolista en las categorías inferiores del Aston Villa F. C. y marcharse posteriormente cedido a la disciplina del Gloucester City A. F. C., finalmente se marchó al Leicester City F. C. El 8 de enero de 2022 debutó con el primer equipo en la FA Cup contra el Watford F. C. El encuentro finalizó con un resultado de 4-1 a favor del conjunto lesteriano tras los goles de Youri Tielemans, James Maddison, Harvey Barnes y Marc Albrighton para el Leicester City, y de João Pedro para el Watford. Disputó otros tres partidos, dos de ellos en la Premier League, y en agosto de 2023 fue prestado al Mansfield Town F. C. Con este equipo consiguió un ascenso a la League One, categoría en la que iba a competir con el Wrexham A. F. C. tras llegarse a un acuerdo para su traspaso y firmar hasta 2027.

## Clubes
Actualizado al último partido disputado el 29 de marzo de 2024.
| Club                              | País       | Año       | Partidos | Goles |
| --------------------------------- | ---------- | --------- | -------- | ----- |
| Gloucester City A. F. C. (cedido) | Inglaterra | 2020-2021 | 12       | 3     |
| Leicester City F. C.              | Inglaterra | 2021-2023 | 4        | 0     |
| Mansfield Town F. C. (cedido)     | Inglaterra | 2023-2024 | 38       | 2     |
| Wrexham A. F. C.                  | Gales      | 2024-     | 28       | 1     |